# Alchemilla mantoniae
Alchemilla mantoniae är en rosväxtart som beskrevs av G. Panigrahi och K.M. Purohit. Alchemilla mantoniae ingår i släktet daggkåpor, och familjen rosväxter. Inga underarter finns listade i Catalogue of Life.